# Oblężenie Vicksburga
Oblężenie Vicksburga – starcie zbrojne, które było jednym z ostatnich większych epizodów kampanii na Missisipi będącej częścią wojny secesyjnej. W serii manewrów generał Ulysses Grant wraz z Armią Tennessee przekroczył rzekę Missisipi i pokonał armię konfederatów broniącą się wokół Vicksburga.
Gdy dwa główne ataki (19 i 22 maja) sił Unii zostały odparte przy wysokich stratach, generał Grant zdecydował się 25 maja na oblężenie miasta. Bez dostaw żywności i amunicji załoga Vicksburga skapitulowała 4 lipca po ponad czterdziestu dniach oblężenia. Ten sukces (wraz z kapitulacją 9 lipca Portu Hudson) dał dowództwu Unii możliwość utrzymania Missisipi aż do końca konfliktu.
Kapitulacja obrońców Vicksburga jest czasami uznawana, wraz z klęską Roberta E. Lee pod Gettysburgiem, za punkt zwrotny w Amerykańskiej wojnie domowej. Zdobycie miasta spowodowało także odcięcie szlaków komunikacyjnych Konfederatów w rejonie Missisipi aż do końca wojny. Vicksburg w wyniku oblężenia i kapitulacji nie obchodził święta Niepodległości (przypadającego 4 lipca) przez około osiemdziesiąt lat.

## Tło wydarzeń
Po przekroczeniu rzeki Missisipi na południe od Vicksburga w Bruinsburg i przemarszu na północnych wschód Grant zdobył Port Gibson i Port Raymond a także zajął 14 maja Jackson, ówczesną stolicę stanu Missisipi, zmuszając tym samym Pembertona do wycofania się na zachód. Próby powstrzymania pochodu wojsk Unii w Champion Hill oraz Big Black River Bridge spełzły na niczym. Pemberton zdawał sobie sprawę iż korpus pod dowództwem generała Williama T. Shermana przygotowywał się do oskrzydlenia go od północy. Dowódca wojsk Konfederatów mógł się wycofać albo pozwolić na to by przeciwnik otoczył go. Pemberton spalił mosty na Big Black River i zabierając po drodze wszystko co nadawało się do jedzenia wycofał się do Vicksburga.
Konfederaci ewakuowali Hayne's Bluff, które zostało zajęte przez kawalerię Shermana 19 maja. Dzięki temu polepszyła się sytuacja związana z zaopatrzeniem wojsk Unii, nie musiano transportować go przez Luizjanę, nad rzekę Grand Gulf i Bruinsburg i ponownie na północ.
     Konfederacji
     Unioniści

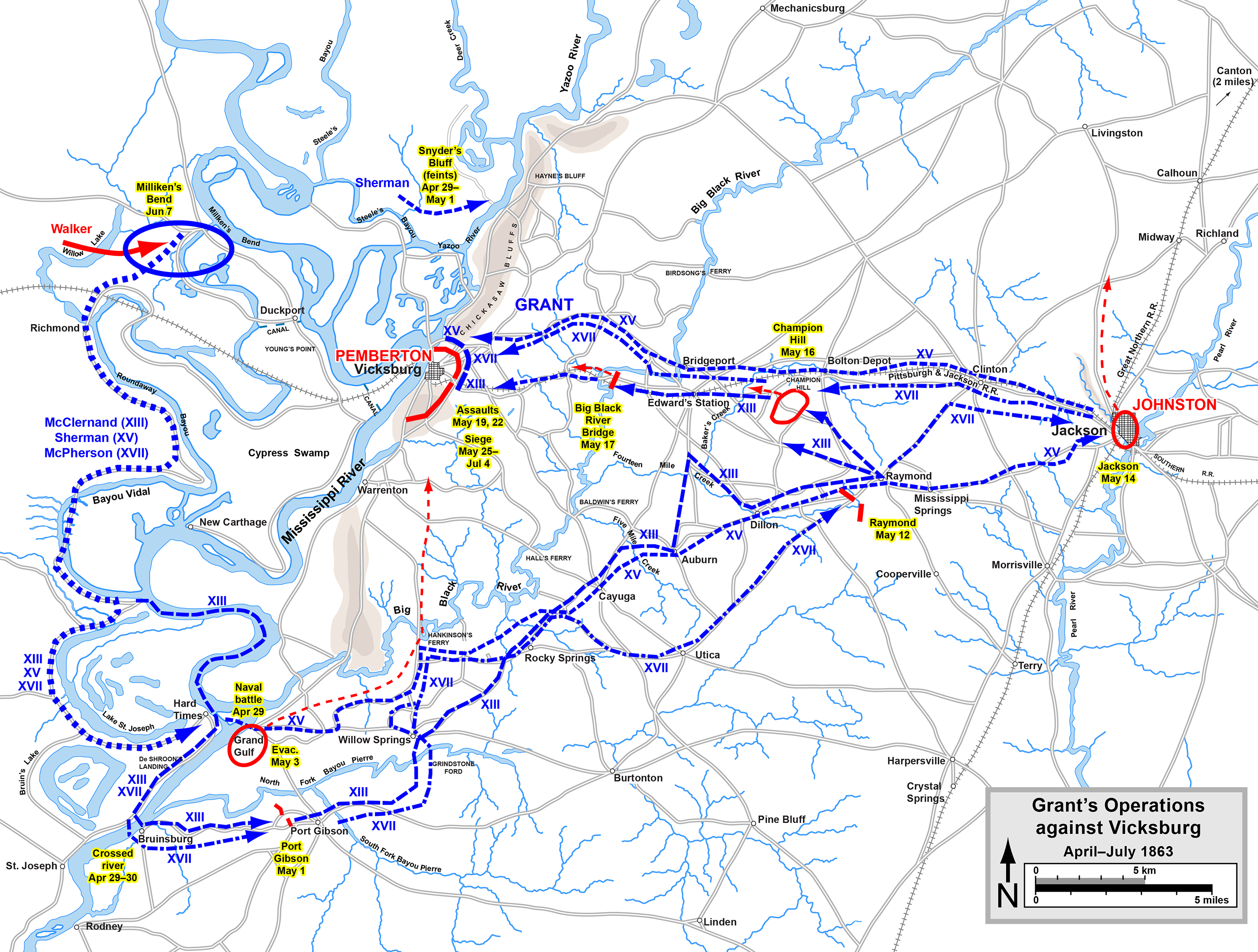
Operacja generała Granta przeciwko Vicksburgowi.
Konfederacji
Unioniści

Ponad trzy czwarte armii Konfederatów zostało zniszczone w dwóch poprzednich bitwach i wiele osób w Vicksburgu spodziewało się przybycia generała Josepha Johnstona co jednak nigdy nie nastąpiło. Większość żołnierzy Unii rozpoczęła budowę linii umocnień wokół miasta oraz odbudowę spalonych przez Konfederatów mostów. Johnston wysłał wiadomość swojemu generałowi, Pembertonowi, by ten poświęcił miasto i uratował swoich ludzi czego ten jednak nie uczynił. Pemberton urodzony na północy obawiał się zapewne publicznego potępienia po oddaniu miasta w ręce Unii.

## Dowódcy

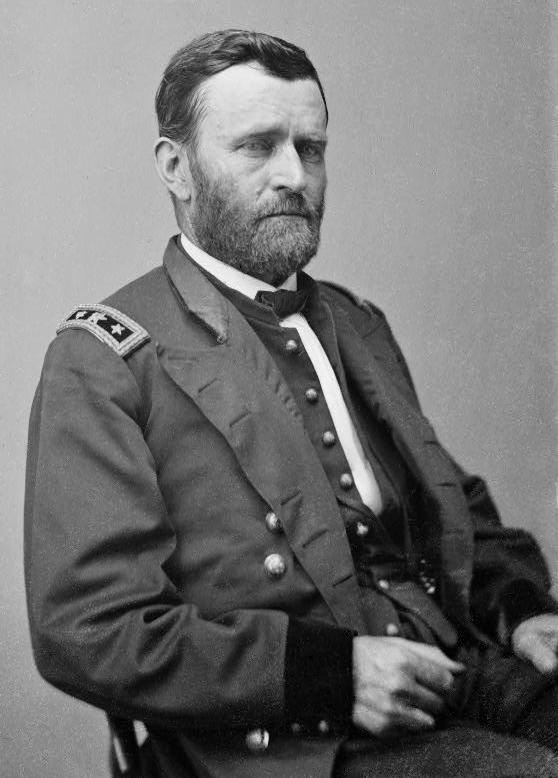
Lt. Gen. Ulysses S. Grant, USA
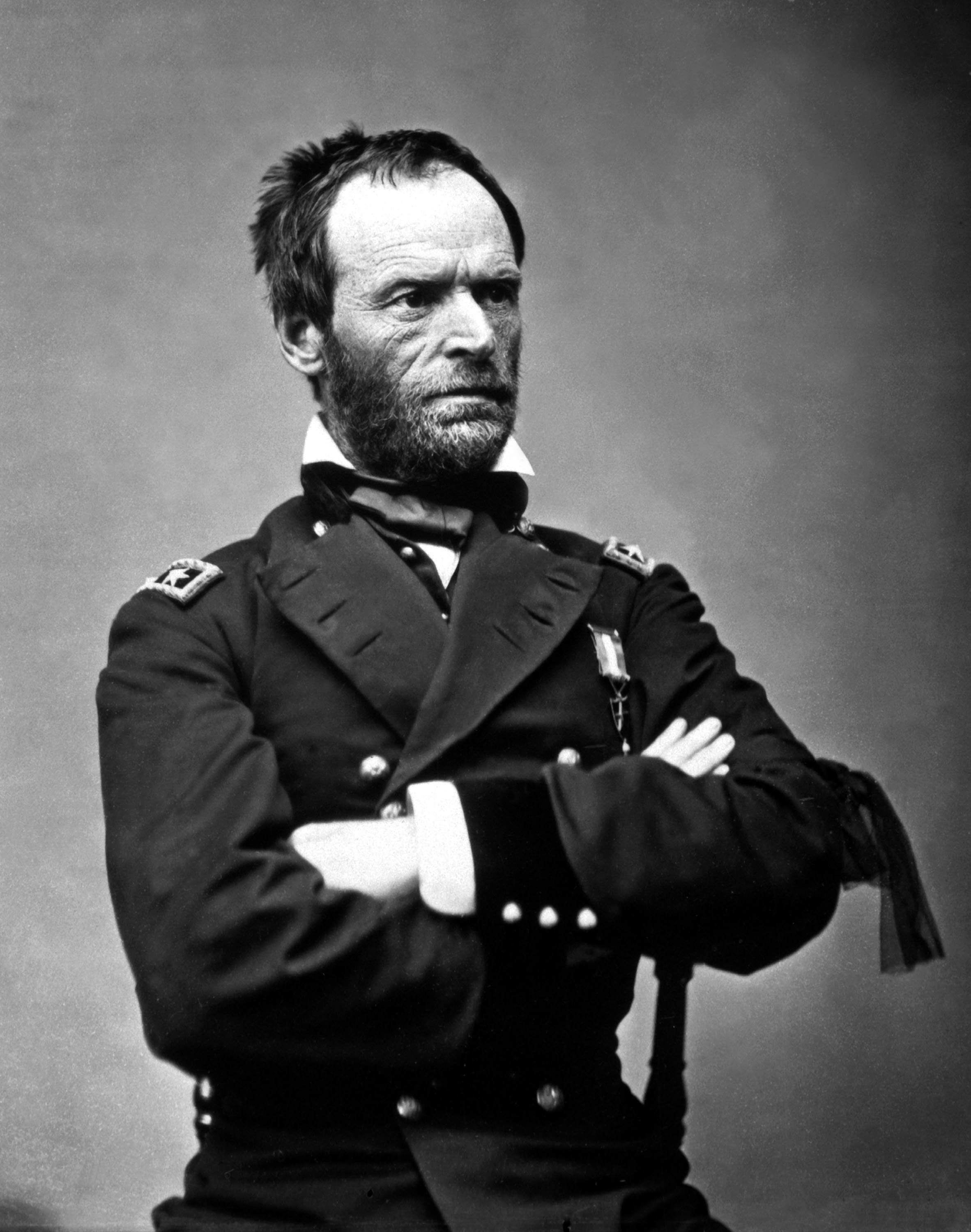
Maj. Gen. William Tecumseh Sherman, USA
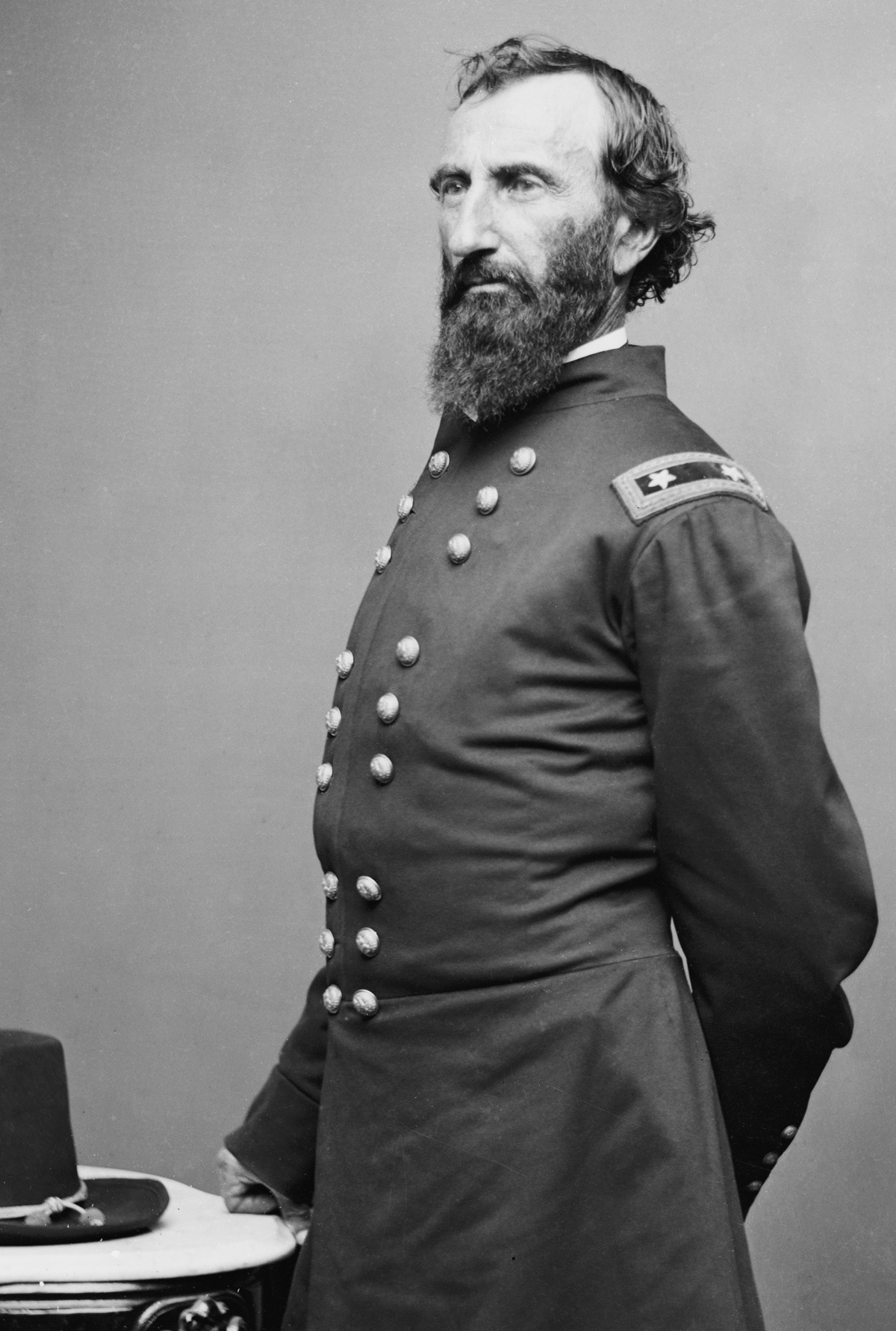
Maj. Gen. John A. McClernand, USA
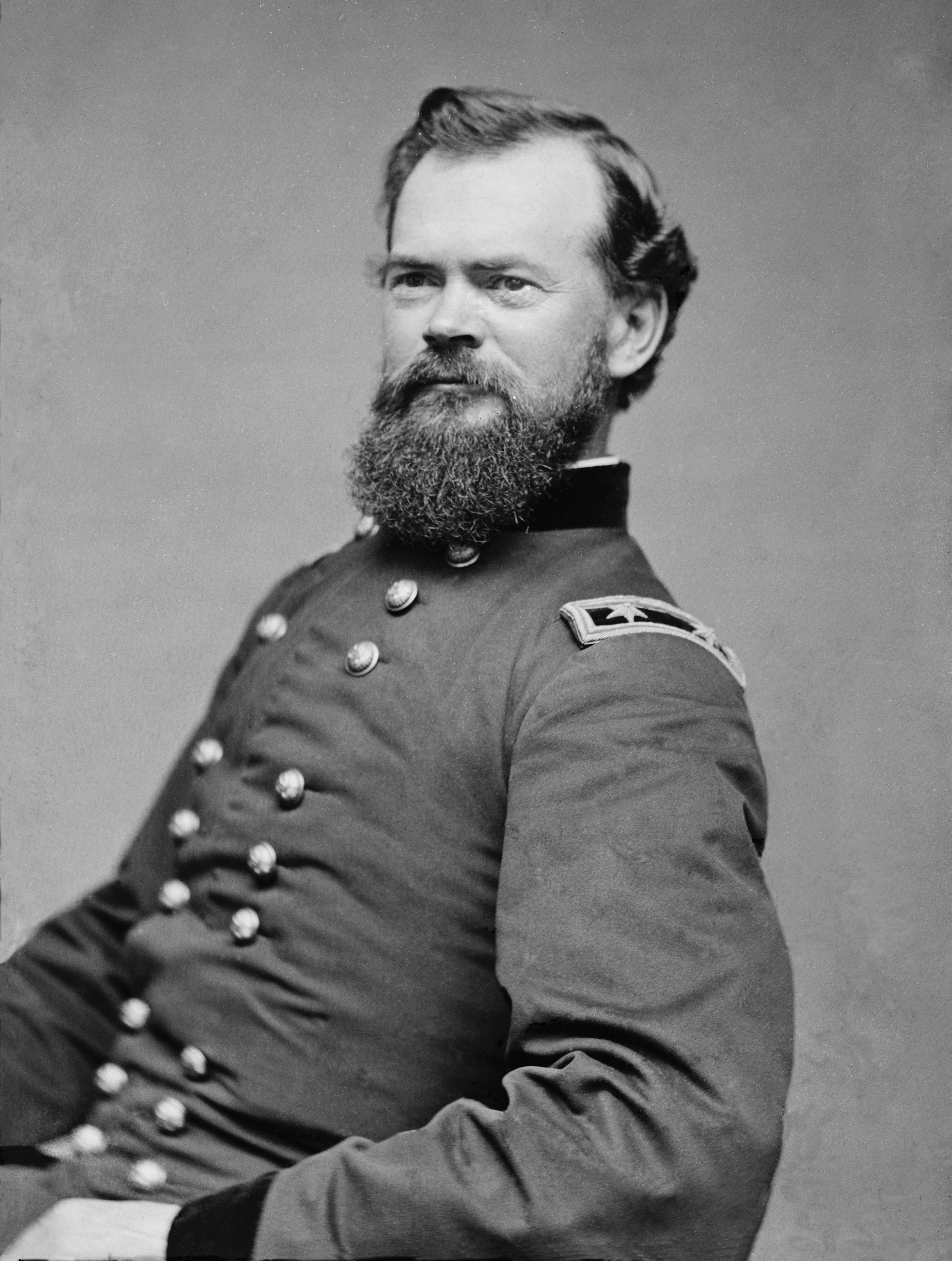
Maj. Gen. James B. McPherson, USA
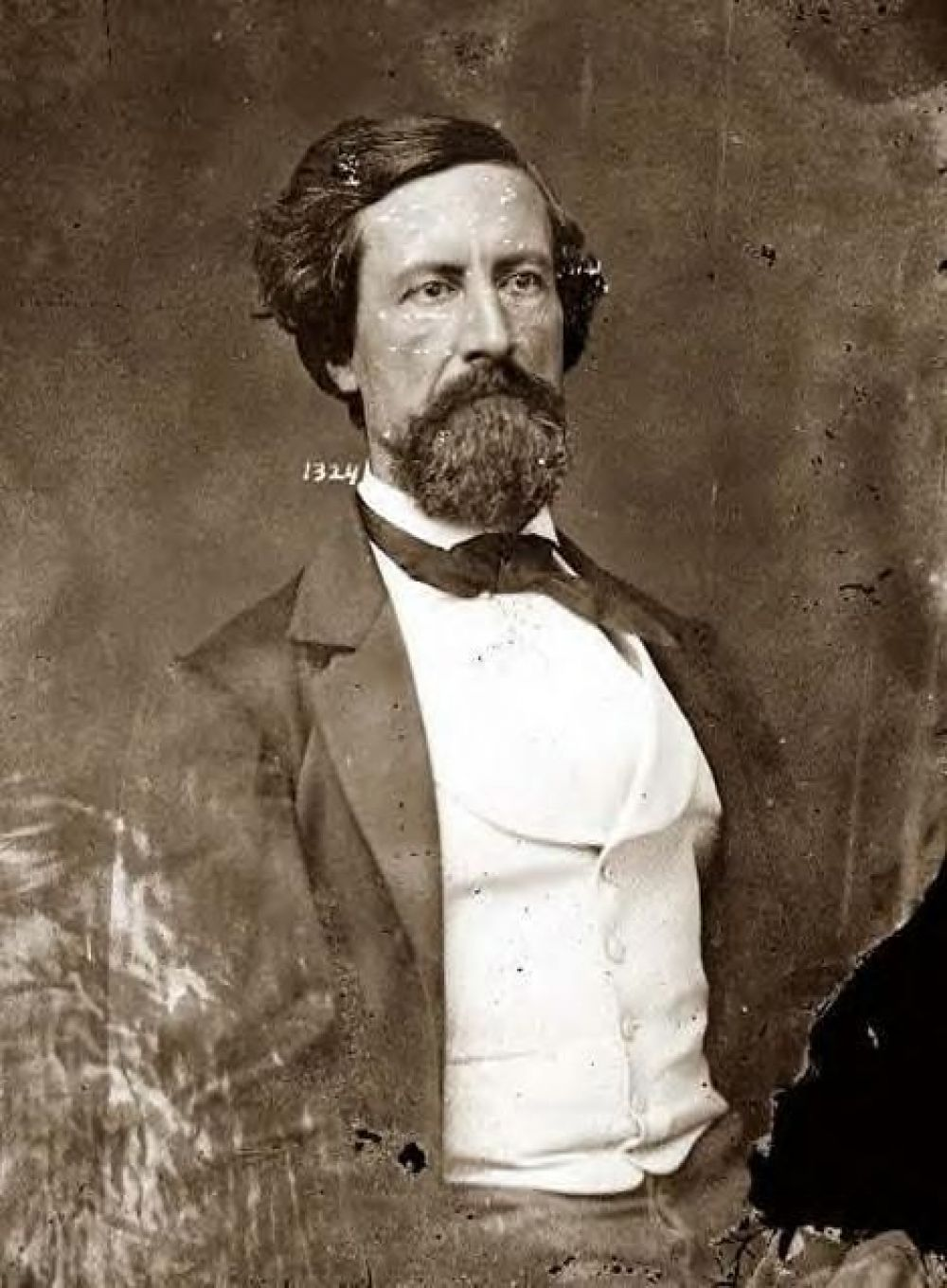
Lt. Gen. John C. Pemberton, CSA
Maj. Gen. Carter L. Stevenson, CSA
Maj. Gen. John H. Forney, CSA
Maj. Gen. Martin L. Smith, CSA
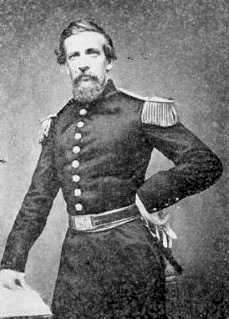
Maj. Gen. John S. Bowen, CSA